# 프란츠 베르펠

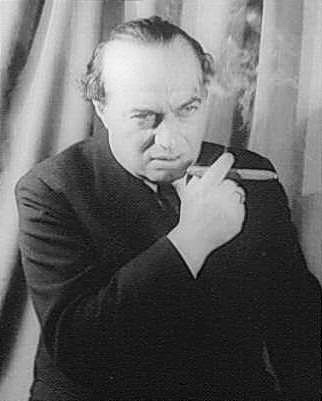
프란츠 베르펠 (1940년)

프란츠 베르펠(Franz Werfel, 1890년 9월 10일 ~ 1945년 8월 26일)은 오스트리아의 유태계 극작가다.
프란츠 베르펠은 20대에 발행한 첫 시집으로 당시의 독자들을 열광케 했으며, 같은 표현주의 세대에 지속적인 영향을 미쳤다. 휘트먼의 영향을 받은 찬미가풍의 격정적인 표현주의 시집 ≪세계의 친구≫(1911) 발표 이후 낭송자로서도 명성을 떨쳤다. 드라마 분야에서는 먼저 표현주의의 대표작이자 분신을 다룬 몽환적이며 신비적인 극인＜거울인간＞(경인/鏡人, 1921) 등 상징적이고 다소 과장된 수사학적 표현의 이념 극 내지 구원 극을 썼는데, 점차로 역사적 사건과 인물을 다룬 희곡들로 극작 영역을 넓혀 간다. 미국에서 저술한 후기 작품에는 근본적으로 세계관이 다른 두 이민자의 운명을 다룬 희극 ＜야코보프스키와 대령＞ (1945), 현대판 신곡으로 구상되었으나 오히려 미래과학 공상 소설에 가까운 ＜태어나지 않은 자들의 별＞(1946)이 있다. 특히 앞의 작품은 독일어로 쓰인 가장 뛰어난 희극 중 하나로 꼽힌다.
표현주의적인 서정시와 병행하여 반전극(反戰劇) <트로이의 여인>을 발표했다. <오 오, 인간이여> 조(調)의 세계적 동포주의가 그의 초기작품의 특색이다. 사극 <유아레스와 맥시밀리언>은 이미 관념적 경향을 떠났고 망명 중에 쓴 <야코보프스키와 대령>은 명랑한 유머를 나타내고 있다.
십여 편의 드라마, 수많은 시와 단편, 아홉 편의 완성된 장편소설 및 두 편의 미완성 장편소설 외에 방대한 에세이들을 남겼다. 미국에서 2차 세계 대전 직후 병사했다.